# Rupy
Rupy war ein griechisches Längenmaß. 
- 1 Rupy ≈ 0,648 bis 0,65 Meter